# Festival du film de Pula
Le Festival du film de Pula (en croate : Pulski filmski festival) est un festival de cinéma national se déroulant à Pula (Croatie) dans l'amphithéâtre de Pula, depuis 1954.
L'édition de 1991 a été annulée à cause de la guerre en Yougoslavie, et depuis l'édition suivante de 1992, le nouveau festival est dédié exclusivement aux films croates.
La récompense principale est la Grande Arène d'or (serbo-croate : Velika zlatna arena) attribué au meilleur film du festival.
Le festival se déroule généralement en été, en juillet ou en août.